# 安田善助 (2代目)

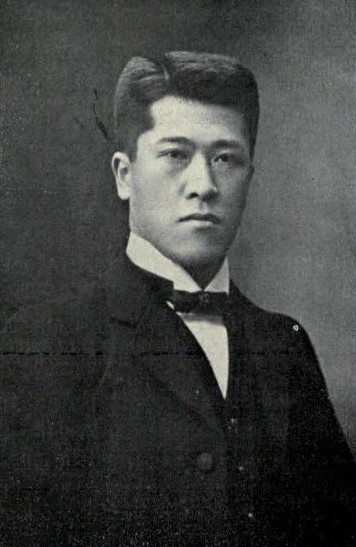
安田善助

2代 安田 善助（やすだ ぜんすけ、1872年8月12日（明治5年7月9日） - 没年不詳）は、日本の実業家。肥後銀行頭取、小湊鉄道社長、水戸鉄道社長等を歴任した。安田善次郎の甥。

## 人物・来歴
安田弥五郎とツネ（初代安田善次郎妹）の二男として生まれる。幼名孝次郎。1890年に安田善助 (初代)（初代安田善次郎の養子。養老秀吉三男長次郎）が死去すると養子となって家督を相続し善助を襲名した。1902年共済生命保険社長。1922年帝国製麻社長。1923年安田銀行監査役。1928年肥後銀行頭取。安田商事社長、小湊鉄道社長、奉天製麻社長、水戸鉄道社長、東洋火災海上再保険取締役、熊本電気取締役、東京火災保険取締役、中国鉄道取締役、正隆銀行監査役、富山銀行監査役、興亜起業監査役等も歴任した。安田善三郎の一族からの追放にあたっては大きな役割を果たしたとされる。
東京都品川区大井の邸宅跡は現在、品川区立品川歴史館となっている。

## 親族
父の安田弥五郎は旧姓・太田弥五郎といい、安田財閥を築いた初代安田善次郎の妹ツネ（常子）の婿となった。安田銀行重役。妻トラは鍋島幹の四女。長男孝一郎の妻富士子は小笠原長幹の三女。長女の美登は小倉石油（現・新日本石油）幹部の小倉彦三郎（創業者小倉常吉養子）の妻、二女の礼子は二代目田村駒治郎の妻。三女の芳江は大橋光吉長男松雄の妻。
安田為三は養弟（旧姓・西田。弥五郎・ツネの三女ハツの入婿、安田銀行勤務）。
安田善次郎 (2代目)は従弟。田中冬二は甥。

## 編著
- 『清国金融機関所見』福田熊三郎 1902年